# Coleophora laricella
Coleophora laricella é uma espécie de mariposa do gênero Coleophora pertencente à família Coleophoridae.